# Heiligmesse
Die Missa Sancti Bernardi de Offida in B-Dur, genannt Heiligmesse, von Joseph Haydn (Hob. XXII:10) ist die zweite seiner sechs späten Messen. Haydn komponierte die Messe 1796, und sie wurde auch am 11. September desselben Jahres in der Bergkirche in Eisenstadt uraufgeführt. Sie ist Bernhard von Offida (1604–1694) gewidmet, einem Kapuziner, der 1795 seliggesprochen worden war. Ihr Beiname Heiligmesse rührt daher, dass Haydn im Sanctus die Melodie eines damals bekannten österreichischen Segengesangs (Heilig, heilig, heilig, / heilig über heilig) in den Mittelstimmen verarbeitet hat.
Eine Aufführung der Messe dauert circa 45 Minuten.
Besetzung: Soloquartett (SATB), Chor (SATB), Orgel, Orchester
Die Messe ist sechsteilig angelegt:
- Kyrie: Adagio – Allegro moderato
- Gloria: Vivace – Allegretto – Piú allegro – Vivace
- Credo: Allegro – Adagio – Allegro – Vivace assai
- Sanctus: Adagio – Allegro
- Benedictus: Moderato
- Agnus Dei: Adagio – Allegro